# Kościół św. Jakuba Apostoła w Żmijewie
Kościół świętego Jakuba Apostoła w Żmijewie – rzymskokatolicki kościół parafialny należący do parafii pod tym samym wezwaniem (dekanat Brodnica diecezji toruńskiej).
Jest to świątynia wzniesiona około 1330 roku. Kościół ucierpiał podczas wojny polsko-krzyżackiej w 1414 roku. Patronat nad kościołem w średniowieczu sprawował zakon krzyżacki. W drugiej połowie XVI wieku świątynia przez pewien czas należała do protestantów. Jeszcze w tym samym wieku katolicy ją odzyskali. W XVII wieku przyłączona została jako kościół filialny do parafii w Brodnicy. Samodzielny ośrodek duszpasterski w Żmijewie został erygowany dopiero w 1921 roku.
Budowla jest gotycka, murowana, wybudowana z cegły, na planie wydłużonego prostokąta z kwadratową niską wieżą. Kościół charakteryzuje się polichromią ścienną z drugiej połowy XIV wieku zachowaną na obu ścianach szczytowych, ponad obecnym stropem. Na ścianie wschodniej jest umieszczona postać Chrystusa na majestacie, na zachodniej – postać na koniu. Do zabytkowych elementów wyposażenia należą: późnorenesansowy ołtarz główny z pierwszej połowy XVII wieku, ozdobiony gotyckimi rzeźbami Chrystusa Zmartwychwstałego, św. Barbary, Matki Boskiej z Dzieciątkiem oraz niezidentyfikowanego świętego, ambona z XVII wieku, konfesjonał wykonany z fragmentów późnogotyckich stalli, zapewne z pierwszej połowy XVI wieku, późnobarokowy krucyfiks, rzeźba Chrystusa Zmartwychwstałego reprezentująca tradycje barokowe z około 1800 roku.